# Карпош
Петар Карпош (Војник, 17. век — Скопље, 1689) био је српски одметник и вођа противосманског устанка у североисточној Македонији 1689. године.
Био је старешина хајдучке дружине и дејствовао је на планини Деспот, као и у околини Ниша, Лесковца и Пирота. Кратко време припадао је и мартолозима и гонио хајдуке.
У време Аустро-турског рата 1683–1699, када је аустријска војска октобра 1689. године стигла до Македоније, Карпош је подигнуо устанак на подручју кумановско-кривопаланачког краја. Османлије су убрзо угушиле устанак, а Карпош је заробљен и почетком децембра погубљен у Скопљу, по наредби кримског кана Селима Гираја. Набијен је на колац и тако је умирао данима. По другом опису је обешен и затим набијан на колац, стабло на коме је обешен је посечено око 1930.